# Residència Faber
La Residència Faber (del llatí faber, 'artesà', 'obrer', 'forjador'…) és una residència d'arts, ciències i humanitats ubicada a la ciutat d'Olot (Garrotxa) inaugurada la tardor de 2016 i dirigida per Francesc Serés. Més concretament, està ubicada a l'Hotel Riu Fluvià, des d'on es veu la Serra del Corb i el Puigsacalm.

## Història
La idea del projecte va sorgir del regidor de cultura d'Olot, Josep Berga, el 2012, qui volia establir una residència creativa que anés més enllà d'un escenari local, que pogués ser pensada en clau nacional. Berga va contactar qui posteriorment seria el director del centre, Francesc Serés, escriptor que ja havia visitat altres residències d'escriptors, com la Ledig House, als Estats Units, o a Bordeus, per a pensar el projecte.
La idea inicial era fomentar una retroalimentació entre professionals estrangers i catalans amb els garrotxins i la resta de catalans, abastant temàtiques artístiques, literàries, periodístiques, científiques o fins i tot religioses. El projecte va néixer amb un pressupost de 150.000 euros anuals, repartits al 50% entre l'Ajuntament d'Olot i el Departament de Cultura de la Generalitat.
Els primers residents van arribar-hi el setembre dels 2016, i entre els integrants es trobaven l'escriptora i periodista Anna Ballbona, autora de Joyce i les gallines, l'escriptor anglès Philip Hoare i el salvadoreny Jorge Galán, entre d'altres. Les estades duren aproximadament un mes. Les primeres tongades de residents es fan entre setembre i novembre de 2016 i la segona entre gener i febrer del 2017.